# Kreis Arnswalde
Der Kreis Arnswalde, bis ins 19. Jahrhundert auch Arnswalder Kreis genannt, war bis 1938 ein Landkreis in der Provinz Brandenburg und danach bis 1945 in der Provinz Pommern. Sein Bereich wurde nach dem Zweiten Weltkrieg unter polnische Verwaltung gestellt und stimmt weitgehend mit dem heutigen Powiat Choszczeński überein.

## Geschichte

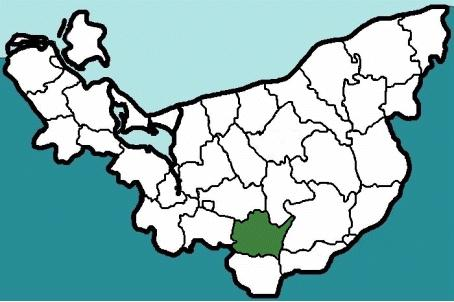
Lage in Pommern

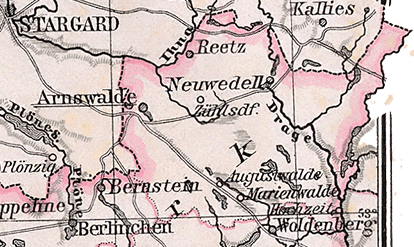
Kreisgebiet 1905

Das Gebiet des späteren Kreises Arnswalde stand seit dem 13. Jahrhundert unter brandenburgischer Herrschaft. Zwischen 1401 und 1454 gehörte es dem Deutschen Orden. In der nachmittelalterlichen Zeit bildete sich in der Mark Brandenburg eine Gliederung in Kreise heraus. Einer dieser historischen Kreise war der Arnswalder Kreis bzw. der Kreis Arnswalde, der einen der vier sogenannten Hinterkreise in der Neumark bildete.
Im Rahmen der Bildung von Provinzen und Regierungsbezirken in Preußen erfolgte 1816 im Regierungsbezirk Frankfurt eine Kreisreform, durch die der Kreis wie folgt verkleinert wurde:
- Die Stadt Bernstein mitsamt ihrem Umland sowie die Orte Bärfelde, Krining, Niepölzig, Ruwen, Siede und Tobelhof wurden an den Kreis Soldin abgegeben.
- Die Exklave Fürstensee wurde an den Kreis Pyritz der Provinz Pommern abgegeben.
- Die Stadt Nörenberg sowie die Orte Blockhaus, Butow, Flackensee, Gabbert, Mellen, Rahnwerder, Groß und Klein Rohrpfuhl, Groß Silber, Klein Spiegel, Wedellsdorff und Zehrten wurden an den Kreis Saatzig der Provinz Pommern abgegeben.

Sitz des Landrats wurde zunächst Neuwedell. 1908 zog die Kreisverwaltung in die Stadt Arnswalde um. 1938 wurde der Kreis Arnswalde in den Regierungsbezirk Grenzmark Posen-Westpreußen umgegliedert und gehörte damit zur Provinz Pommern.
Im Frühjahr 1945 wurde das Gebiet des Kreises Arnswalde von der Roten Armee besetzt. Nach Kriegsende wurde das Kreisgebiet im Sommer 1945 von der sowjetischen Besatzungsmacht unter polnische Verwaltung gestellt. In der Folgezeit wurde die deutsche Bevölkerung aus dem Kreisgebiet vertrieben.

## Einwohnerentwicklung
| Jahr | Einwohner | Quelle |
| ---- | --------- | ------ |
| 1750 | 16.480    | [ 3 ]  |
| 1796 | 23.415    | [ 4 ]  |
| 1816 | 19.183    | [ 5 ]  |
| 1840 | 33.533    | [ 6 ]  |
| 1871 | 42.325    | [ 7 ]  |
| 1885 | 42.336    | [ 8 ]  |
| 1890 | 41.970    | [ 8 ]  |
| 1900 | 42.306    | [ 8 ]  |
| 1910 | 41.168    | [ 8 ]  |
| 1925 | 44.618    | [ 8 ]  |
| 1933 | 44.542    | [ 8 ]  |
| 1939 | 44.064    | [ 8 ]  |

## Landräte
- 1735–1762 Caspar Martin von der Goltz (1696–1762)
- 1762–1769 Hans Christoph Dietloff von der Goltz (1713–1769)
- 1769–1795 Christian Ludwig von Sydow (1733–1795)
- 1795–1809 Carl Johann Christoph von Dietherdt (1746–1809)
- 1809–1841 Achatz von Waldow
- 1841–1846 Kreuzwendedich Emil Hermann von Waldow
- 1846–1884 Wilhelm von Meyer (1818–1892)
- 1884–1895 Michael von Meyer (1851–1895)
- 1895–1905 Wolf von Gersdorff (1867–1949)
- 1905–1919 Heinrich von Meyer (1868–1940)
- 1919–1920 Franz Erich Schüler
- 1920–1926 Walter Braun (1884–1933)
- 1926–1932 Traugott Bredow (1889–1969)
- 1932–1933 Karl Theodor Bleek (1898–1969)
- 1933–1935 Erich Gabriel
- 1935–1942 Hans Ulrich von Borcke
- 1942–1943 Hans Koch (vertretungsweise)
- 1943–1945 Jochen-Hilmar von Wuthenau (1887–1965)

## Geographie
Das Kreisgebiet lag in einer kuppigen Endmoräne und umfasste die Arnswalder Seenplatte. Im Osten befand sich die mit Nadelwäldern bestandene Drageheide, die ein Drittel des Kreises einnahm. Die größten Flüsse waren die Drage und der Plötzenfließ. Die Flächengröße betrug 1.265 km². Ab 1939 lag der Kreis im zentralen Süden Pommerns, seit 1945 liegt das ehemalige Kreisgebiet im Südwesten der polnischen Woiwodschaft Westpommern.

## Infrastruktur
Der Kreis umfasste seit den 1930er Jahren die Städte Arnswalde (1939: 14.000 Einw.), Neuwedell (2.711) und Reetz (3.646), 67 Landgemeinden und einen Forst-Gutsbezirk. Insgesamt lebten 1939 45.452 Menschen im Kreis. Sie arbeiteten überwiegend in der Landwirtschaft, die hauptsächlich Zuckerrüben, Kartoffeln, Roggen und Weizen anbaute. Auch die Industrie war stark mit der Landwirtschaft verbunden, daneben bestanden Holz verarbeitende Betriebe, Ziegeleien und Kalksteinwerke. Die Industrie war überwiegend in und um Arnswalde konzentriert. 1939 waren fast 60 Prozent der Beschäftigten in der Land- und Forstwirtschaft tätig.

## Verkehr
Durch den Kreis verlief seit 1847 die Strecke der Stargard-Posener Eisenbahn-Gesellschaft und berührte dabei auch die Kreisstadt >116.c<. Dort zweigten erst rund 50 Jahre später Nebenbahnen ab:
Ab 1895 führte die Staatsbahnlinie nach Kallies >116.b<, wo schon 1888 eine Strecke von Deutsch Krone endete, die 1895 in Richtung Stargard weiterging und einige Gemeinden im Norden des Kreises erschloss >115.a<.
1898 eröffnete die Stargard-Cüstriner Eisenbahn-Gesellschaft ihre Linie Arnswalde – Berlinchen >116.a<.
(Die Nummern in >< beziehen sich auf das Deutsche Kursbuch 1939.)

## Politik
Als einziger in den Ostgebieten des Deutschen Reiches stellte der Wahlkreis Arnswalde-Friedeberg von 1903 bis 1918 mit dem Abgeordneten Wilhelm Bruhn einen Vertreter der antisemitischen Deutschen Reformpartei zum Reichstag (Deutsches Kaiserreich). Bei der Reichstagswahl März 1933 erhielten die NSDAP 63 % (44), die SPD 16 % (18), die Deutschnationalen 15 % (8) und die KPD 4 % (12) (in Klammern deutschlandweit, der Rest Splitterparteien).

## Amtsbezirke
1932 gab es im Kreis Arnswalde 22 Amtsbezirke:

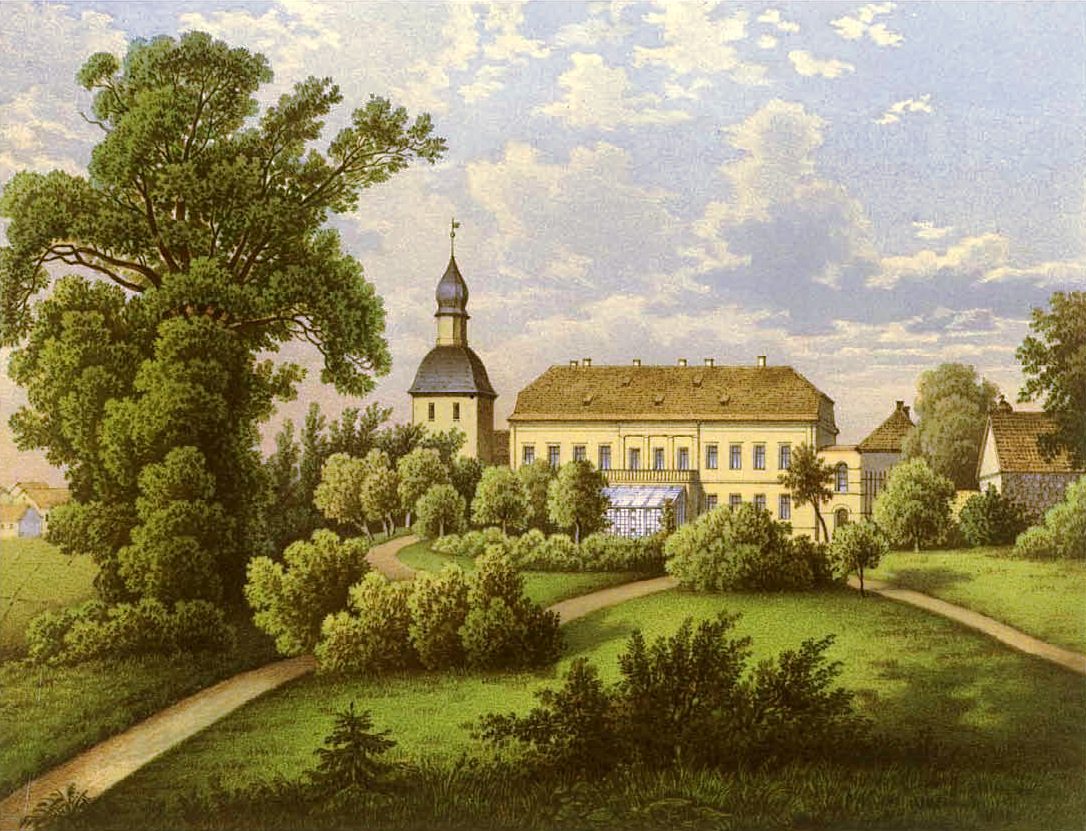
Rittergut Pammin um 1860, Sammlung Alexander Duncker

| - Arnswalder Heide - Berkenbrügge - Bernsee - Fürstenau - Granow - Hochzeit - Kürtow - Marienwalde - Mienken - Pammin - Radun | - Regenthin - Regenthiner Forst - Sammenthin - Schwachenwalde - Schwachenwalder Forstrevier - Sellnow - Silberberg - Spechtsdorf - Steinberg - Steinbusch - Zühlsdorf |

## Städte, Landgemeinden und Gutsbezirke
Seit den 1930er Jahren war der Kreis Arnswalde wie folgt organisiert:

### Städte
- Arnswalde
- Neuwedell
- Reetz Nm.

### Landgemeinden
| - Alt Klücken - Althütte - Augustwalde - Berkenbrügge - Bernsee - Bußberg - Diebelbruch - Friedenau - Fürstenau - Glambeck - Granow - Göhren - Hagelfelde - Hassendorf - Heidekavel - Helpe - Hertelsaue | - Hitzdorf - Hochzeit - Jägersburg - Kietz (1938 zu Reetz) - Klein Silber - Klosterfelde - Kranzin - Kratznick - Kölpin - Kölzig - Kürtow - Langenfuhr - Lenzenbruch - Liebenow - Lämmersdorf - Marienwalde - Marzelle | - Mienken - Mürbenfelde - Nantikow - Nemischhof - Neu Klücken - Neu Stüdnitz - Pammin - Plagow - Raakow - Radun - Regenthin - Reierort - Rietzig - Rohrbeck - Röstenberg - Sammenthin - Schlagenthin | - Schwachenwalde - Schwerinsfeld - Schönfeld - Sellnow - Silberberg - Sophienhof - Spechtsdorf - Steinberg - Steinbusch - Stolzenfelde - Syringe - Wardin - Wiesenwerder - Zatten - Zühlsdorf - Zägensdorf |

Zum Kreis gehörte außerdem der gemeindefreie Gutsbezirke Forst Arnswalder Heide.